# In and Out of Focus
In and Out of Focus — дебютный студийный альбом голландской рок-группы Focus, вышедший в 1970 году.

## Об альбоме
Диск был записан за год до выпуска в Амстердаме, а затем снова перезаписан в Лондоне. Для записи клавишник и вокалист группы Thijs van Leer, басист Martijn Dresden, и барабанщик Hans Cleuver пригласили экс-гитариста группы Brainbox Йена Аккермана.
В целом альбом более поп-ориентирован, чем последующие работы Focus, однако отголоски влияния классики, джаза и блюза уже прослеживаются на некоторых треках.
Альбом не принес группе ожидаемой популярности, в отличие от их следующего релиза (Moving Waves) год спустя.

## Список композиций
1. «Focus [Vocal Version]» — 2:43
2. «Black Beauty» — 3:06
3. «Sugar of Island» — 3:04
4. «Anonymus» — 6:32
5. «House of the King» — 2:50
6. «Happy Nightmare (Mescaline)» — 3:58
7. «Why Dream» — 3:57
8. «Focus (Instrumental)» — 9:44